# Keith Harvey Miller
Keith Harvey Miller, född 1 mars 1925 i Seattle, Washington, död 2 mars 2019 i Anchorage, Alaska, var en amerikansk republikansk politiker. Han var viceguvernör i Alaska 1966-1969. Han tillträdde som guvernör 29 januari 1969 när Walter Joseph Hickel avgick för att tillträda som USA:s inrikesminister. Miller var den 3:e guvernören i delstaten Alaska fram till 5 december 1970, då han efterträddes av demokraten William Allen Egan.